# (73029) 2002 EW78
2002 إي دابليو 78 (ويعرف أيضًا باسم (73029) 2002 إي دابليو 78 وفق تسمية الكوكب الصغير) (بالإنجليزية: 2002 EW78)‏ هو كويكب ضمن حزام الكويكبات؛ وترتيبه 73029 من حيث الاكتشاف.
اكتُشف هذا الجُرم الفلكي بواسطة تعقب الأجرام القريبة من الأرض في 10 مارس 2002.

## وصلات خارجية
- (73029) 2002 EW78 في قاعدة بيانات مختبر الدفع النفاث لأجرام النظام الشمسي الصغيرة

- الاكتشاف · مخطط المدار ·  العناصر المدارية · المعلمات المادية

- (73029) 2002 EW78 على موقع ويكي سكاي: DSS2, SDSS, GALEX, IRAS, Hydrogen α, X-Ray, Astrophoto, Sky Map, Articles and images